# گاریابانیا
گاریابانیا (به لاتین: Gariabania) یک منطقهٔ مسکونی در بنگلادش است که در ناحیه برگونه واقع شده‌است.